# Tone Float
Tone Float è l'unico album del gruppo musicale tedesco Organisation, pubblicato nel 1970.

## Descrizione
Prodotto da Conny Plank, l'album è stato registrato a Londra durante un soggiorno del gruppo, a proposito del quale Ralf Hütter dichiarerà:
La prima traccia, Tone Float, vede Schneider suonare il flauto traverso.
Pubblicato dalla RCA Victor nell'agosto del 1970 in formato LP con numero di catalogo SF 8111, l'album ha riscosso uno scarso successo a livello di vendite, cosa che di lì a poco decreterà lo scioglimento del progetto. Tone Float non è mai stato ufficialmente ristampato, tuttavia a partire dagli anni novanta sono apparse numerose ristampe non ufficiali in formato LP e CD che contengono come ultima traccia un brano erroneamente intitolato Vor dem blauen Bock, che in realtà era stato registrato dai Kraftwerk (con l'esatto titolo Rückstoss Gondoliere) durante una esibizione del 1971 in un programma televisivo.

## Tracce
Testi e musiche di Florian Schneider, Butch Hauf, Alfred Mönicks..
1. Tone Float – 20:44
2. Milk Rock – 5:26
3. Silver Forest – 3:21
4. Rhythm Salad – 4:05
5. Noitasinagro – 7:42

Durata totale: 41:18

## Formazione
- Ralf Hütter - organo Hammond
- Florian Schneider-Esleben - flauto contralto, flauto elettrico, campane, triangolo, tamburello basco, violino elettrico
- Basil Hammoudi - voce, glockenspiel, bonghi, conga, gong, carillon
- Butch Hauf - basso, campanelli, shaker, martello di plastica ("plastic hammer" in copertina posteriore)
- Alfred Mönicks - batteria, bonghi, maracas, campanaccio, tamburello basco